# Kommunalwahl in Nürnberg 2008

Kleines Wappen der Stadt Nürnberg
Großes Wappen der Stadt Nürnberg

Die Kommunalwahl in Nürnberg 2008 fand, wie in ganz Bayern, am 2. März 2008 statt. Neben dem Nürnberger Oberbürgermeister wurde auch der Rat der Stadt Nürnberg gewählt.

## Ausgangslage
- SPD: 29
- Grüne: 4
- GUTEN: 1
- FW: 1
- FDP: 1
- CSU: 32
- REP: 1
- BIA: 1
- Unabh.: 1

Unter den Sitzen der SPD befindet sich der des Oberbürgermeisters.
Bei der Kommunalwahl in Nürnberg 2002 betrug die Wahlbeteiligung bei 352.964 Stimmberechtigten 56,8 % Prozent. Zum Oberbürgermeister wurde im zweiten Wahlgang in einer Stichwahl gegen den ehemaligen Oberbürgermeister Ludwig Scholz mit 56,0 % Ulrich Maly gewählt. Stärkste Fraktion im Nürnberger Stadtrat wurde die CSU mit 43,6 % der Stimmen (32 Sitze), vor der SPD (39,5 %, 29 Sitze) und den Grünen (5,8 %, 4 Sitze). Da es bei der Kommunalwahl keine 5-Prozent-Hürde gibt, sind auch folgende Parteien vertreten: BIA (2,3 %, 1 Sitz), FDP (2,1 %, 1 Sitz), Die Guten (2,0 %, 1 Sitz), Freie Wähler (1,4 %, 1 Sitz) sowie Die Republikaner (1,4 %, 1 Sitz).

## Wahl des Oberbürgermeisters
In den Großen Kreisstädten Bayerns lautet der Titel des von den Bürgern direkt gewählten ersten Bürgermeisters „Oberbürgermeister“. Den zweiten und dritten Bürgermeister wählt der Stadtrat in Nürnberg aus seinen Reihen. Der amtierende Oberbürgermeister Ulrich Maly von der SPD wurde hierbei im ersten Wahlgang mit absoluter Stimmenmehrheit zum zweiten Mal wiedergewählt.
Das amtliche Endergebnis des ersten Wahlganges zur Wahl des Oberbürgermeisters am 2. März 2008 lautete wie folgt:
| Partei                          | Kandidat               | Bild            | Stimmen (absolut) | Stimmen (in Prozent) |
| ------------------------------- | ---------------------- | --------------- | ----------------- | -------------------- |
| SPD                             | Ulrich Maly            | Ulrich Maly     | 117.770           | 64,3 %               |
| CSU                             | Klemens Gsell          | Klemens Gsell   | 50.145            | 27,4 %               |
| Bürgerinitiative Ausländerstopp | Ralf Ollert            |                 | 3.558             | 1,9 %                |
| Linke Liste Nürnberg            | Harald Weinberg        | Harald Weinberg | 3.300             | 1,8 %                |
| GRÜNE                           | Christine Seer         |                 | 2.766             | 1,5 %                |
| FDP                             | Christiane Alberternst |                 | 1.950             | 1,1 %                |
| Die Guten                       | Nikolaus Struck        |                 | 1.340             | 0,7 %                |
| REP                             | Walter Beisig          |                 | 1.237             | 0,7 %                |
| ÖDP                             | Thomas Schrollinger    |                 | 973               | 0,5 %                |

## Wahl des Stadtrates
Die Nürnberger Stadträte sind, wie in Kommunalverwaltungen üblich, ehrenamtlich tätig. Die berufsmäßigen Stadträte (in Nürnberg als Leiter der jeweiligen Referate als Referenten bezeichnet) werden direkt vom Stadtrat für 6 Jahre gewählt. Sie sind Mitglied des Stadtrates und haben Rede-, aber kein Stimmrecht. In der Regel finden die Wahlen der Referenten in Nürnberg kurz vor der nächsten Kommunalwahl statt.
Der Nürnberg Stadtrat besteht aus 70 Mitgliedern. Da es keine 5-Prozent-Hürde gibt, ist es möglich, mit ca. 1,1 % der abgegebenen Stimmen einen Sitz zu bekommen. Anders als auf Bundes- und Landesebene werden auf Kommunalebene nur selten Wahlumfragen gemacht. Deshalb war es nicht möglich, die aktuelle Stimmung in Nürnberg wiederzugeben.
Jeder Wähler hat so viele Stimmen, wie der Stadtrat Sitze hat. Bei der Kommunalwahl in Bayern können die Wähler kumulieren und panaschieren. Jeder Wahlberechtigte hat 70 Stimmen, was der Anzahl der zu wählenden Stadtratsmitglieder entspricht. Es ist möglich, einem Kandidaten bis zu drei Stimmen zu geben. Es können auch Kandidaten von unterschiedlichen Parteilisten gewählt werden, jedoch darf die Gesamtzahl von 70 Stimmen nicht überschritten werden. Es ist ebenfalls möglich, eine komplette Parteiliste anzukreuzen, wobei jeder Kandidat der Liste eine Stimme erhält. Aus der angekreuzten Liste können auch Kandidaten gestrichen werden.

### Wahlergebnis
- LLN: 3
- SPD: 32
- Grüne: 5
- ÖDP: 1
- GUTEN: 1
- FW: 1
- FDP: 2
- CSU: 23
- BIA: 2
- Unabh.: 1

Unter den Sitzen der SPD befindet sich der des Oberbürgermeisters.
Amtliches Endergebnis nach Auszählung aller 428 Stimmgebiete:
| Partei                          | Stimmen (absolut) | Stimmen (in Prozent) | Veränderung zu 2002 (in Prozentpunkten) | Sitze |
| ------------------------------- | ----------------- | -------------------- | --------------------------------------- | ----- |
| SPD                             | 5.119.222         | 43,2 %               | +3,7 %                                  | 32    |
| CSU                             | 3.785.959         | 32,0 %               | −11,6 %                                 | 23    |
| GRÜNE                           | 899.694           | 7,6 %                | +1,8 %                                  | 5     |
| Linke Liste Nürnberg            | 568.815           | 4,8 %                | +3,6 %                                  | 3     |
| Bürgerinitiative Ausländerstopp | 393.134           | 3,3 %                | +1,0 %                                  | 2     |
| FDP                             | 375.697           | 3,2 %                | +1,1 %                                  | 2     |
| Die Guten                       | 277.350           | 2,3 %                | +0,3 %                                  | 1     |
| Freie Wähler                    | 166.445           | 1,4 %                | ±0,0 %                                  | 1     |
| ÖDP                             | 133.714           | 1,1 %                | nicht angetreten                        | 1     |
| REP                             | 118.391           | 1,0 %                | −0,4 %                                  | −     |

Sitzverteilung im Nürnberger Stadtrat seit 1946 jeweils zu Anfang der Legislaturperiode

## Briefwahl
Zu allen Wahlen können die Nürnberger Bürger bereits vor Zugang der Wahlbenachrichtigung die Briefwahlunterlagen online beantragen.